# Built to Last (álbum)
Built to Last es un álbum de estudio de la banda estadounidense Grateful Dead. Fue lanzado en octubre de 1989.

## Lista de canciones
1. "Foolish Heart" – 5:10
2. "Just a Little Light" – 4:42
3. "Built To Last" – 5:03
4. "Blow Away" – 6:09
5. "Victim or the Crime" – 7:33
6. "We Can Run" – 5:30
7. "Standing on the Moon" – 5:20
8. "Picasso Moon" – 6:40
9. "I Will Take You Home" – 3:45

## Personal
- Jerry Garcia – guitarra, voz
- Bob Weir – guitarra, voz
- Brent Mydland – teclados, voz
- Phil Lesh – bajo
- Bill Kreutzmann – batería
- Mickey Hart – batería, percusión